# La maschera (film 1988)
La maschera è un film del 1988 diretto da Fiorella Infascelli.

## Trama
Leonardo un giorno vaga ubriaco per il parco e, osservando uno spettacolo, si innamora perdutamente dell'attrice Iris, ma viene respinto durante l'approccio. Il giorno dopo, smaltito l'alcool in eccesso, continua la corte ottenendo lo stesso risultato del giorno precedente. Decide quindi di ricorrere ad alcune maschere, che indossa nei suoi incontri successivi con la ragazza seguendola in varie città. Con i suoi modi riesce a conquistare il cuore della ragazza ma non a confessare la sua reale identità. Dopo averle scritto una lettera ritorna alla sua vita di sempre, completamente cambiato nell'animo. I due si incontrano tempo dopo e si amano.

## Produzione
Prodotto dalle compagnie Best International, Ital-Noleggio Cinematografico e l'Istituto Luce.

## Distribuzione

### Data di uscita
Il film venne distribuito in varie nazioni, fra cui:
- Francia maggio 1988 (Cannes Film Festival)
- Stati Uniti d'America 25 settembre 1988 (New York Film Festival)
- Inghilterra 25 novembre 1988 (London Film Festival)
- Giappone 15 luglio 1989

## Riconoscimenti
È stato presentato nella sezione Un Certain Regard al 41º Festival di Cannes.

## Accoglienza

### Critica
Film debutto dalla regista Fiorella Infascelli che mostra quella ingenuità dei registi alle prime armi, preoccupati troppo di far bene e per questo limitati nell'agire. Pellicola piena di sogni e fantasia che soffre dei continui ritocchi che portarono alla versione finale, offrendo un settecento irreale ma affascinante.